# Strandsilja
Strandsilja (Crithmum maritimum) är en flockblommig växtart som beskrevs av Carl von Linné. Strandsilja ingår i släktet strandsiljor och familjen flockblommiga växter. Arten har ej påträffats i Sverige. Den växer på torra strandklippor vid och nära havet i många sydeuropeiska länder, från Atlanten via Medelhavet till Svarta havet.
Andra förekommande svenska namn på växten är havsfänkål, sjöfänkål och strandfänkål. Rock samphire är det engelska namnet. Strandsilja odlas och används bland annat i det brittiska köket som kryddig ört under namnet samphire.

## Bildgalleri

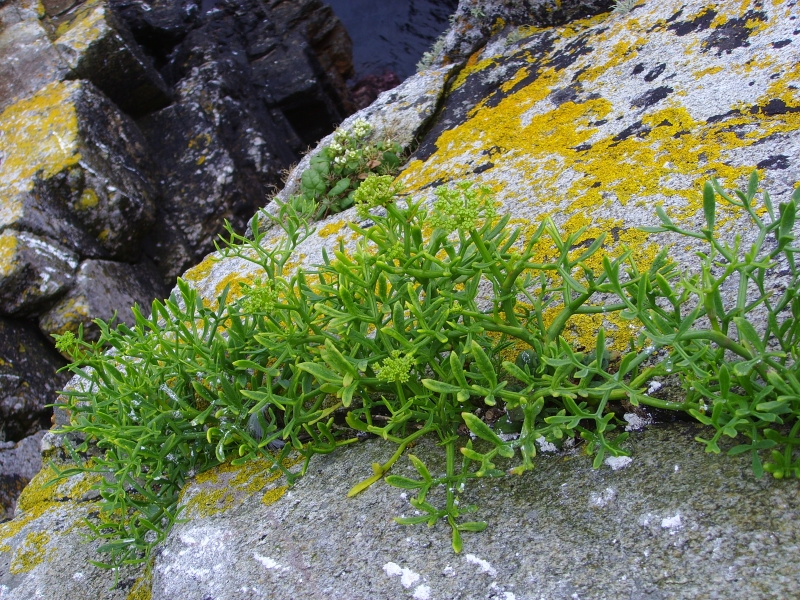
Strandsilja i Bretagne.
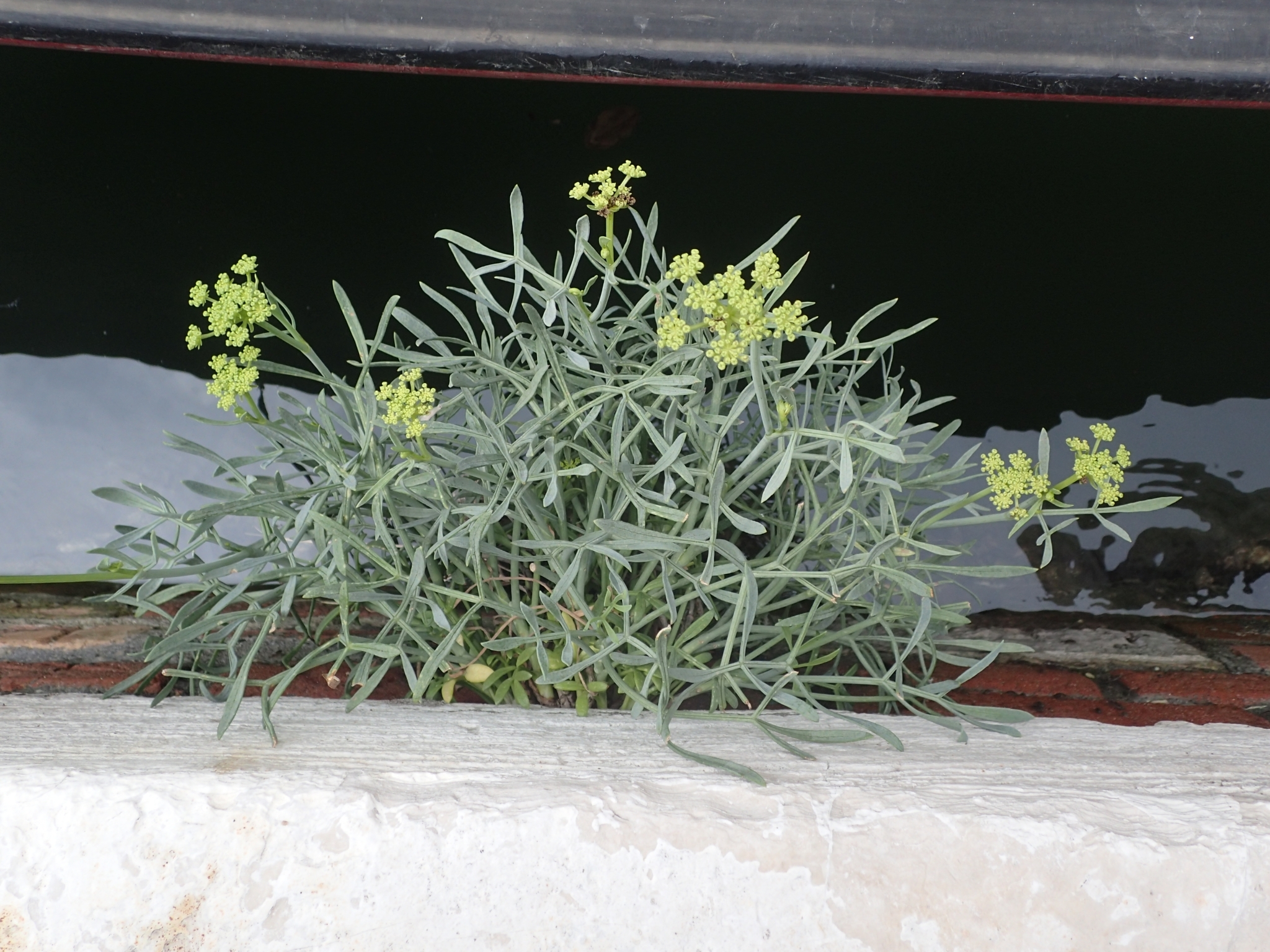
Blommande strandsilja i Venedig.
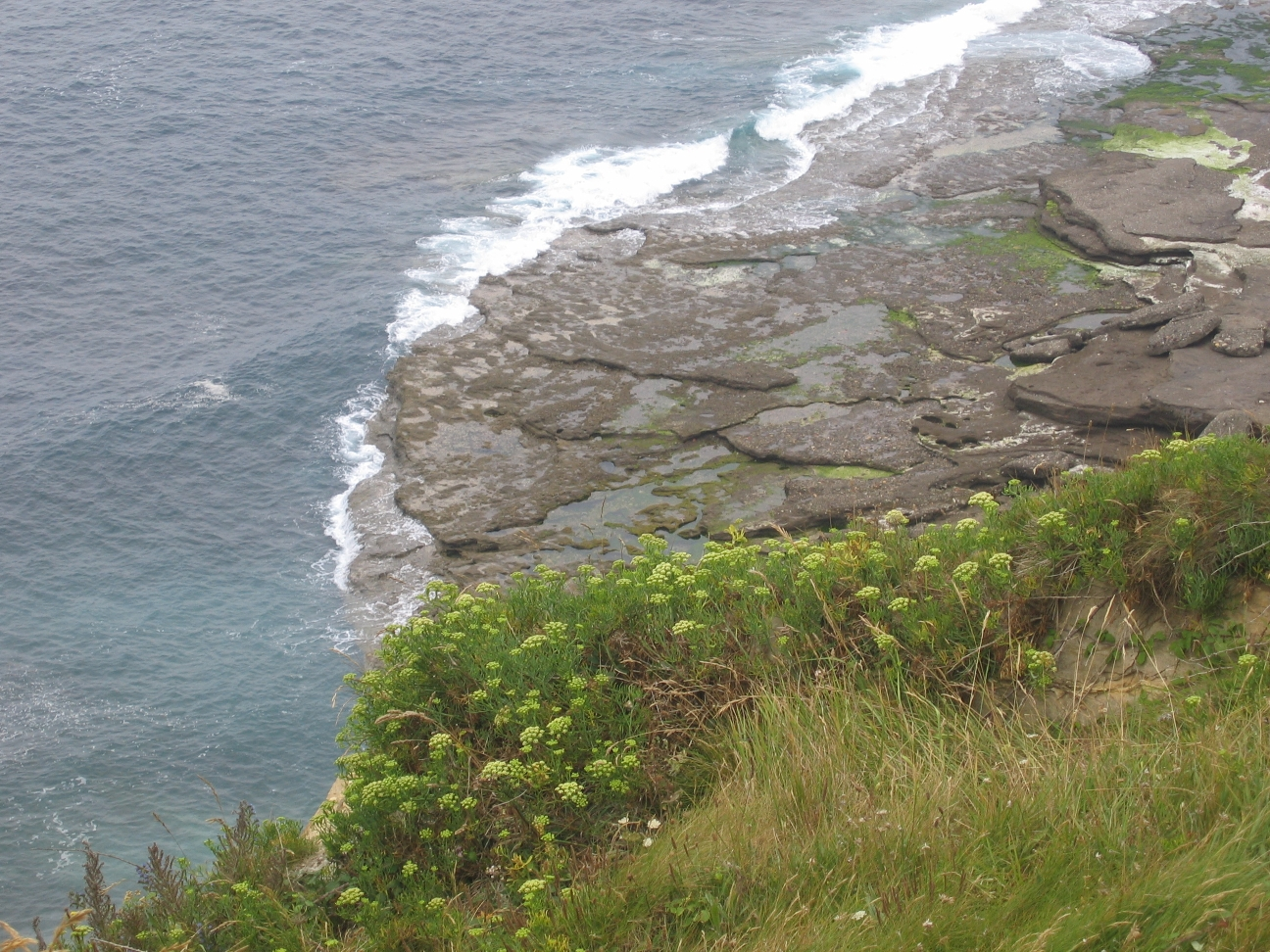
Blommande strandsilja i Bilbao.
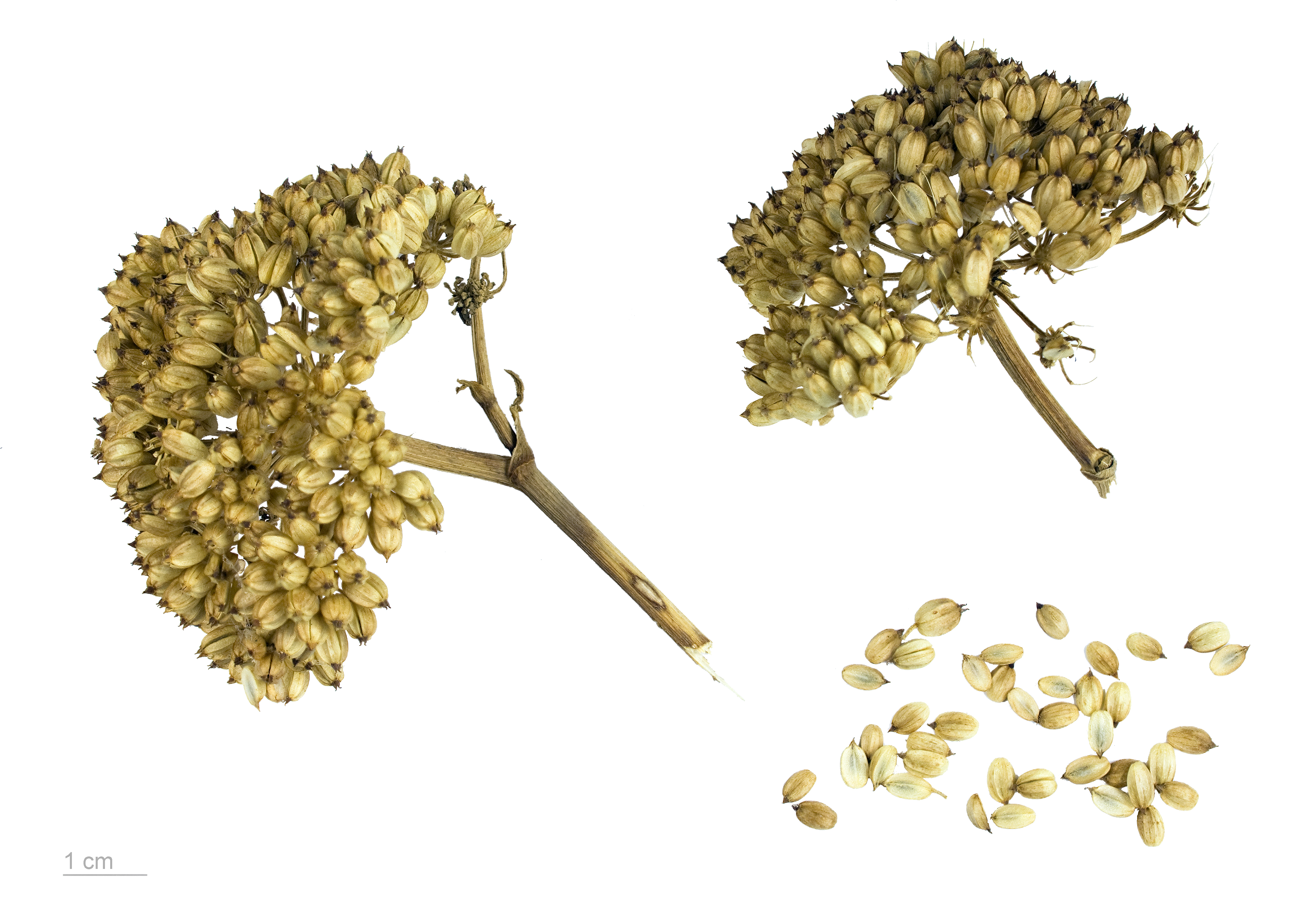
Torra fröställningar.